# Bill Morris (baron Morris de Handsworth)
Pour les articles homonymes, voir Morris et Bill Morris.
William Manuel Morris (né le 19 octobre 1938), généralement connu sous le nom de Bill Morris, est un ancien dirigeant syndical britannique. Il est secrétaire général du Syndicat général des transports et des travailleurs de 1992 à 2003, et le premier dirigeant noir d'un important syndicat britannique.
Morris siège à la Chambre des lords, avec le Parti travailliste, de 2006 à 2020.

## Jeunesse
Bill Morris est né à Manchester Parish, en Jamaïque. Après la mort de son père, William, un policier à temps partiel, sa mère, Una, émigre en Angleterre pour trouver du travail à Handsworth, Birmingham. Morris la rejoint au Royaume-Uni en 1954, trouvant du travail chez un fabricant local de pièces automobiles, Hardy Spicer Engineering Ltd. Morris épouse Minetta en 1957. Elle est décédée en 1990. Ils ont deux fils.

## Carrière syndicale
Il rejoint au Syndicat des travailleurs des transports et des autres travailleurs en 1958 et devient délégué syndical en 1962. Après avoir siégé au Conseil exécutif général du TGWU (GEC) de 1972 à 1973, Bill Morris rejoint le syndicat en tant que permanent à plein temps. Il est officier de district à Nottingham de 1973 à 1976 et secrétaire de district de Northampton de 1976 à 1979. En 1979, il est secrétaire national du Groupe du commerce des services aux passagers, qui est responsable du personnel travaillant pour les compagnies d'autobus et d'autocars. Il est élu secrétaire général adjoint le 18 septembre 1985, travaillant sous le secrétaire général Ron Todd.
Morris est élu secrétaire général lorsque Ron Todd prend sa retraite en 1992. Il est réélu en 1995, devant Jack Dromey. Il reste en poste jusqu'à sa retraite le jour de son 65e anniversaire, le 19 octobre 2003, date à laquelle il est remplacé au poste de secrétaire général par Tony Woodley.
Morris est membre du conseil général et du comité exécutif du TUC de 1988 à 2003. Il est nommé administrateur non exécutif de la Banque d'Angleterre en 1998. Il est également membre de la Commission royale d'enquête sur la réforme de la Chambre des lords de 1999 à 2000. Il est membre du Conseil des gouverneurs de l'Université de South Bank de Londres, administrateur de l'Open University Foundation et membre des tribunaux de l'Université de Northampton et de l'Université du Bedforshire. Il est nommé premier chancelier de l'Université de technologie de la Jamaïque en 1999 et chancelier de l'Université du Staffordshire en 2004. Il est membre des conseils consultatifs de la BBC et de l'IBA et commissaire de la Commission pour l'égalité raciale. Il préside l'enquête Morris sur les normes professionnelles de la police métropolitaine en 2004. Il siège en tant que membre de l'Employment Appeal Tribunal. Il est également un patron du Refugee Council.
Morris est un administrateur non exécutif indépendant du England and Wales Cricket Board.

## Chambre des lords
Morris reçoit l'Ordre de Jamaïque en 2002 et le titre de chevalier aux honneurs de l'anniversaire de la reine en 2003. Il est créé pair à vie avec le titre de baron Morris de Handsworth, de Handsworth dans le comté de West Midlands en juin 2006 . Il siège au Comité parlementaire mixte sur les droits de l'homme.
En août 2014, Morris est l'une des 200 personnalités publiques signataires d'une lettre adressée au Guardian s'opposant à l'indépendance de l'Écosse à l'approche du référendum de septembre sur cette question .
Il prend sa retraite de la Chambre des lords le 21 juillet 2020 .